# Jošanica (gmina Sokobanja)
Jošanica (cyr. Јошаница) – wieś w Serbii, w okręgu zajeczarskim, w gminie Sokobanja. W 2011 roku liczyła 686 mieszkańców.